# Emerson Ferreira da Rosa
Emerson Ferreira da Rosa (conegut simplement com a Emerson) és un exfutbolista internacional brasiler.

## Biografia

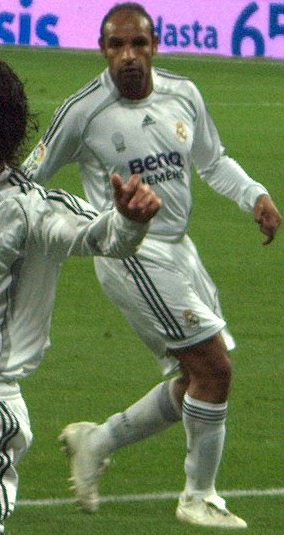
Emerson jugant amb el Reial Madrid.

Emerson va debutar com a professional al Grêmio de Porto Alegre, amb el qual va guanyar la Copa Libertadores l'any 1995. Aquell fou el pas previ al salt al futbol europeu el 1997. El seu primer equip europeu va ser el Bayer Leverkusen, on ràpidament va esdevenir una peça important dins el terreny de joc. Les seves actuacions no van passar inadvertides al Calcio, i va ser contractat per l'AS Roma el 2000.
La seva posició al Grêmio i al Bayer Leverkusen era la de defensa central, però en arribar a Roma, l'aleshores tècnic de l'equip italià Fabio Capello el va fer jugar de centrecampista defensiu, ja que Emerson és un jugador que recupera moltes pilotes. Té també un fort xut, però la seva posició no li permet xutar a porteria molt sovint. El 2004, Capello se'n va anar de Roma i esdevé entrenador de la Juventus FC, i s'hi emporta Emerson.
L'estiu del 2006, la Juventus FC baixa a la Serie B a conseqüència del Moggigate, circumstància que aprofità el Reial Madrid per fitxar Fabio Capello. L'entrenador italià li demana els fitxatges del mateix Emerson i el capità de la selecció italiana Fabio Cannavaro. Uns dies després de fitxar Capello, Ramón Calderón, president del Reial Madrid, converteix els desitjos del tècnic italià, i el dia 19 de juliol del 2006, el club espanyol anuncia oficialment que fitxa Emerson i Cannavaro.
Tot i que el de Pelotas és un jugador protegit per Capello i ha tingut moltíssimes oportunitats per demostrar que el seu fitxatge va ser un encert, Emerson no ha acabat d'aclimatar-se a la lliga espanyola, i és molt qüestionat per l'afició madridista.
Recentment, Emerson i Capello han fet un pacte, han acordat que el brasiler no tornarà a jugar al Santiago Bernabéu, a causa de la poca estima que li té el públic merengue. Aquesta situació ésdifícil pel centrecampista, ja que ha arribat a fingir lesions per no jugar davant del públic del seu equip.